# Pasteur Bizimungu
Pasteur Bizimungu (Gisenyi, Ruanda, 30 de abril de 1950) es un político ruandés que fue presidente de Ruanda desde el 19 de julio de 1994 hasta el 23 de marzo de 2000. 
Es un Hutu étnico, nacida en la antigua prefectura de Gisenyi, conocida como bastión del extremismo Hutu. Bizimungu trabajó en el Movimiento Republicano Nacional para la Democracia y el Desarrollo, grupo Hutu que gobernó en Ruanda hasta 1994, en los puestos de director general de la compañía nacional de electricidad. En 1990 se unió al Frente Patriótico Ruandés, básicamente compuesto por Tutsis, cuando su hermano, coronel de las Fuerzas Armadas Ruandesas fue asesinado, probablemente tras una orden del gobierno Hutu.
El FPR estaba descontento con el gobierno Hutu de Juvénal Habyarimana, al que Pasteur Bizimungu era próximo en los años ochenta. Tras la muerte de Habyarimana en la colisión de su avión el 6 de abril de 1994 décadas de complejos odios étnicos, sociales y políticos estallaron dando lugar al Genocidio de Ruanda. 
Finalmente, en julio de 1994, el FPR consiguió el control del país y estableció un gobierno de unidad nacional. El líder del FPR, el tutsi Paul Kagame, fue elegido vicepresidente, y Bizimungu fue elegido Presidente para que los Hutus siguieran representados en el gobierno.
Durante el mandato de Bizimungu, muchos creían que era Kagame quien controlaba el gobierno. Bizimungu, acabó chocando con Kagame después de que las diferencias sobre el gobierno y las políticas públicas fueran creciendo. Dimitió en marzo de 2000, y Kagame se autoproclamó presidente.
En mayo de 2001, Bizimungu fundó un movimiento de oposición, el Partido para la Democracia y la Renovación (PDR), conocido como Ubuyanja en la lengua Kinyarwanda. El gobierno lo declaró ilegal casi inmediatamente, bajo la acusación de ser un partido radical Hutu. Los críticos con el gobierno creen que éste simplemente intenta eliminar figuras de la oposición con el pretexto de que incitan a las tensiones raciales. El 19 de abril de 2000 Bizimungu estuvo en arresto domiciliario después de que prosiguiera con las actividades del partido y acusado de poner en peligro al Estado. En 2004 fue condenado a 15 años de cárcel por intentar crear una milicia. Él recibió una sentencia de 5 años por cada una de estas acusaciones, las cuales tuvo que cumplir consecutivamente. El 17 de febrero de 2006 su recurso, que fue presentado por el abogado canadiense Paul Zaduk de que él fue condenado por crímenes diferentes de aquellos por los cuales había sido acusado inicialmente, fue rechazado por el Tribunal Supremo.
Él fue liberado el 6 de abril de 2007 después del perdón de Kagame.